# Suore serve di Maria riparatrici
Le Suore serve di Maria riparatrici sono un istituto religioso femminile di diritto pontificio: i membri di questa congregazione pospongono al loro nome la sigla S.M.R.

## Storia
La congregazione venne fondata a Vidor (Treviso) da Maria Elisa Andreoli e Margherita Ferraretto: già nel 1892, insieme a due compagne, avevano iniziato ad accogliere e assistere gli orfani del paese e il 9 luglio 1899 le quattro vennero ammesse nel terz'ordine dei Servi di Maria di Monte Berico.
Il 12 luglio 1900, data considerata quella della fondazione, le sorelle emisero la loro prima professione dei voti; nel 1911 l'opera venne trasferta a Rovigo e l'8 dicembre 1913 ottenne il riconoscimento di congregazione di diritto diocesano da Luigi Pellizzo, vescovo di Padova e amministratore della sede di Adria, competente per territorio.
Il 24 marzo 1931 papa Pio XI concesse il pontificio decreto di lode all'istituto, che venne approvato definitivamente dalla Santa Sede il 17 giugno 1941.

## Attività e diffusione

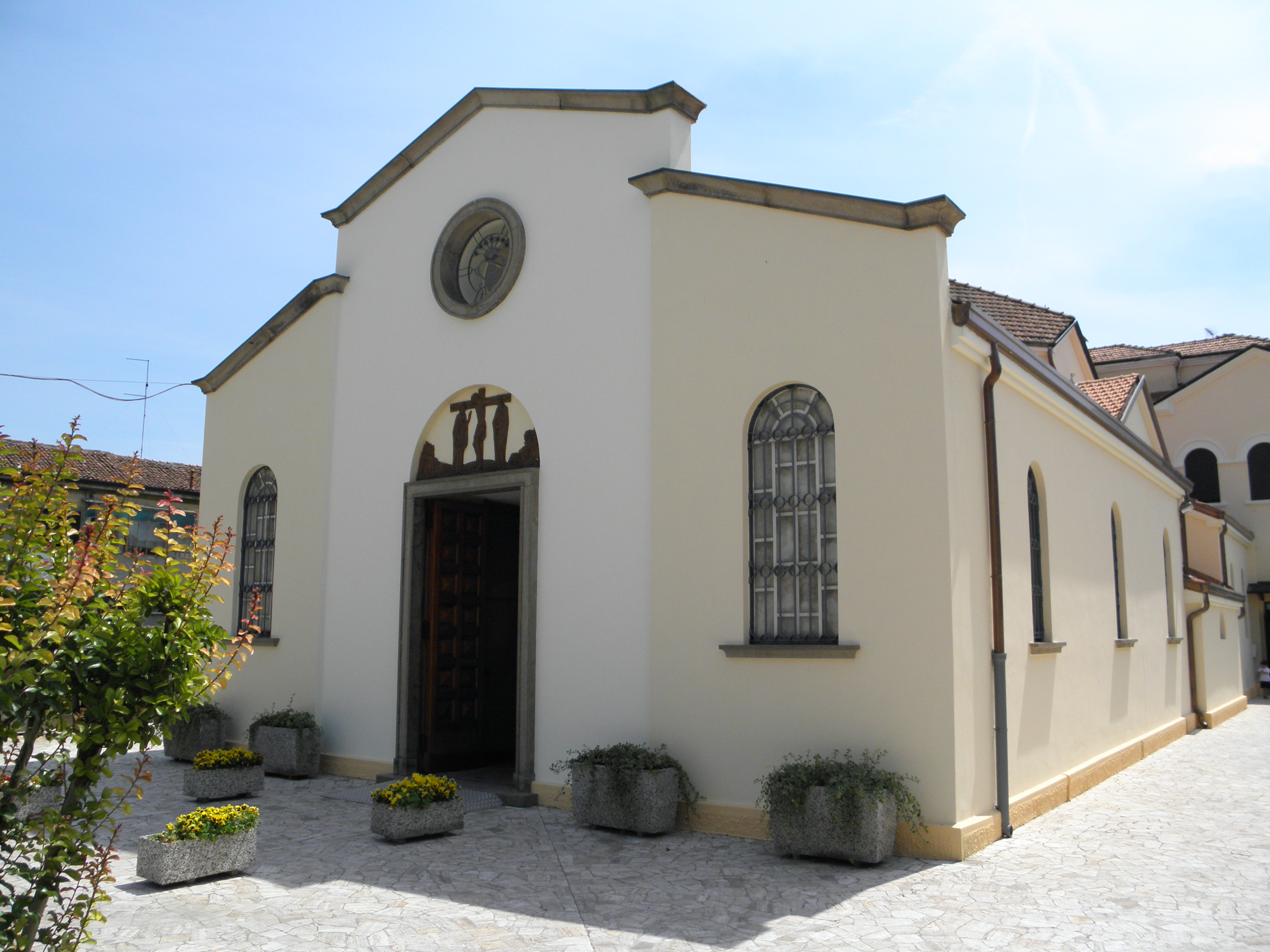
Il santuario della Beata Vergine Addolorata di Rovigo in Italia

Le Serve di Maria riparatrici si dedicano a varie attività (educative, pastorali), in base alle esigenze delle comunità in cui si trovano a vivere: seguono la Regola di Sant'Agostino e costituzioni ispirate a quelle dei Servi di Maria (ordine cui sono aggregate dal 19 gennaio 1910); l'elemento caratteristico della loro spiritualità è la riparazione mariana, promossa da Maria Dolores Inglese.
Sono presenti in Albania, Argentina, Bolivia, Brasile, Costa d'Avorio, Italia, Portogallo; la sede generalizia è a Roma.
Al 31 dicembre 2005 l'istituto contava 394 religiose in 66 case.